# Piotr Civertko
Piotr Civertko (Cviertko) (în rusă Пётр Чвертко) este un general rus origine evreu-poloneza de securitate, care a îndeplinit funcția de președinte al Comitetului Securității de Stat (KGB) din RSS Moldovenească (1966-1975).
A fost ofițer de informații în cadrul KGB, deținând anterior numirii sale în RSS Moldovenească, funcția de președinte al Comitetului Securității de Stat (KGB) din RSS Kirghize.
În anul 1966, generalul-maior Piotr Civertko a fost numit în funcția de președinte al Comitetului Securității de Stat (KGB) din RSS Moldovenească. După cum îl caracteriza generalul Tudor Botnaru în cartea sa monografică, Civertko și-a concentrat eforturile pentru „lupta cu naționalismul moldovenesc”, deși nu-i cunoștea specificul. El s-a ocupat cu spionarea cetățenilor în vederea asigurării loialității acestora față de regimul politic existent și arestarea și prigonirea celor acuzați de naționalism. Erau urmărite în special persoanele care aveau rude în străinătate, în special în România. Tot în această perioadă, a fost declanșată o campanie de prigonire la adresa evreilor, persoanele de această naționalitate fiind considerate ca „trântori” și disidenți politici.. În perioada aflării lui Civertko la conducerea KGB-ului din RSS Moldovenească a fost cvazioprit accesul evreilor la Instituțiile superioare de învățământ din Moldova, a fost continuat și amplificat procesul de închidere a sinagogilor din Moldova. Printre persoanele persecutate în această perioadă se numără dizidentul Alexandru Șoltoianu, rectorul UTM Sergiu Rădăuțanu, secretarul CR de partid Telenești Boris Alexandru Găină și alții. A fost amplificata lupta cu "diversioniștii".
În perioada conducerii sale, structura KGB-ului din RSS Moldovenească a fost reorganizată, fiind constituite următoarele secții: 1 (informații interne), 2 (contraspionaj), 3 (contraspionaj militar), 4 (informații în domeniul transporturilor), 5 (activitate ideologică), 6 (garantarea securității statului în întreprinderile din industria de apărare), 7 (informații externe), 8 (control), 9 (protecția oficialităților de stat), 10 (arhivă), 12 (ascultarea telefoanelor), 15 (formarea de unități pentru misiuni speciale), 16 (spionaj tehnico-științific) (unitățile 11, 13 și 14 nu au existat).
Considerat de același autor ca fiind „aspru până la brutalism, autoritarist și dogmatic, nu se bucura de respectul angajaților securității. Multora li era frică de dânsul și se străduiau să-l ocolească pe cât era posibil”. În anul 1975, Civertko a fost destituit în urma unor plângeri depuse de ofițerii de securitate, care l-au acuzat de comportament brutal și despotism. I-a succedat în funcția de șef al securității moldovenești Arkadii Ragozin.
După 10 ani la conducerea KGB-ului din RSS Moldovenească, fiind recunoscut ca un bun profesionist în contraspionaj, Civertko a fost trimis ca împuternicit al K.G.B.-ului în Republica Democrată Germană, deținând funcția de ofițer în unitățile de legătură din Dresda.